# Batrisodes obscurus
Batrisodes obscurus är en skalbaggsart som beskrevs av Grigarick och Schuster 1962. Batrisodes obscurus ingår i släktet Batrisodes och familjen kortvingar. Inga underarter finns listade i Catalogue of Life.